# Boeing XPBB Sea Ranger
Il Boeing XPBB Sea Ranger era un idrovolante da ricognizione antisommergibile a lungo raggio, sviluppato dall'azienda aeronautica statunitense Boeing negli anni quaranta per la United States Navy, e rimasto allo stadio di prototipo.

## Storia del progetto
Ben prima che gli Stati Uniti d'America entrassero nella seconda guerra mondiale, l'US Navy avviò un programma di sviluppo relativo ad un idrovolante da ricognizione a lungo raggio e bombardamento, in grado di coprire la vasta distesa dell'Oceano Pacifico. Inoltre durante le prime fasi della guerra era chiaramente emerso che la Germania avrebbe compiuto ogni sforzo possibile per incrementare la sua flotta di sommergibili, nel tentativo di ostacolare, o bloccare, le importazioni di merci e materiale bellico in Gran Bretagna.
Il nuovo velivolo avrebbe quindi assunto un ruolo essenziale nel mantenere le rotte commerciali con la Gran Bretagna libere da sommergibili e navi corsare nemiche. In risposta alla specifica presentarono progetti la Boeing, la Martin Company e la Consolidated Aircraft. La prima offrì il Model 344, che risultò vincitore, ottenendo un contratto per la produzione di un prototipo XPBB-1 e 57 velivoli di serie PBB-1, assegnato il 29 giugno 1940. La denominazione data al modello, PBB, stava per Patrol Bomber Boeing, cioè il primo aereo della categoria PB costruito dalla fabbrica Boeing per la Marina statunitense.
In realtà la ditta disponeva già di un'importante esperienza nella costruzione di idrovolanti di grandi dimensioni, avendo realizzato per il trasporto passeggeri il Model 314 Clipper. Gli impennaggi di coda erano del tipo tradizionale. Per costruire il grande PBB, che utilizzava un'ala simile a quella del B-29, la Boeing iniziò la realizzazione di una nuova fabbrica in riva al lago di Renton, nello stato di Washington, che era di proprietà della Marina degli Stati Uniti. Tuttavia il prototipo fu costruito principalmente a Seattle, e fu trasferito a Renton solo per essere completato.

## Tecnica
Il Boeing XPBB-1 era un idrovolante a scafo centrale destinato alla ricognizione a lungo raggio antisommergibile. Di costruzione interamente metallica lo scafo era dotato di forme aerodinamicamente pulite. La configurazione alare era monoplana, con ala alta a sbalzo. La parte inferiore dello scafo era suddivisa in sette compartimenti stagni, e disponeva di breve ponte superiore dove si trovavano i posti a sedere per l'equipaggio, e la cabina di pilotaggio del velivolo. L'ala del PBB era realizzata con una serie di centine e longheroni alari che creavano una robusta struttura. La sezione centrale dell'ala ospitava le gondole motori e le stive bombe interne, così come serbatoi principali del carburante e dell'olio motore. I pannelli alari esterni contenevano i serbatoi di carburante ausiliari, tutti integrali. A due terzi della lunghezza dell'ala erano posizionati i galleggianti stabilizzatori fissi.
Il velivolo era bimotore, con entrambi i propulsori posizionati in gondole sporgenti dal bordo d'entrata alare. I due motori impiegati erano radiali Wright R-3350-8 Duplex Cyclone a 18 cilindri a doppia stella, raffreddati ad aria. La potenza erogata da ciascun propulsore, che azionava un'elica tripala metallica Curtiss Electric a passo variabile in volo, era pari a 2 332  CV (pari a circa 1 791 kW). 
Per disporre dell'autonomia necessaria per volare nelle lunghe missioni di pattugliamento il Model 344 era dotato di serbatoi del carburante che contenevano un totale di 9 545 U.S. Gal, circa 36 245 litri, di benzina. Il raggio d'azione con i normali serbatoi era pari a 6 830 km, mentre l'installazione di due serbatoi supplementari, uno da 1 710 US gallon, e uno da 1 565 US gallon, era autorizzata solo con il lancio da catapulta. Con tale disponibilità supplementare l'autonomia massima saliva a 17 700 km.
L'armamento difensivo consisteva in cinque torrette blindate, equipaggiate con mitragliatrici Browning M2 calibro 12,7 mm (0.50 in). Le torrette difensive erano posizionate sul muso, sulla coda, sulla parte superiore della fusoliera, appena dietro al bordo di uscita dell'ala, e due, una per parte, sul lato esterno della fusoliera posteriore. Fatta eccezione per le due torrette laterali, le altre disponevano di due mitragliatrici ciascuna. L'armamento offensivo era costituito da un massimo di 9 000 kg (20 000 lb) di bombe trasportate nelle stive interne della sezione centrale dell'ala, o due siluri Mk.13 o Mk.15 appesi sotto la sezione centrale dell'ala.

## Impiego operativo

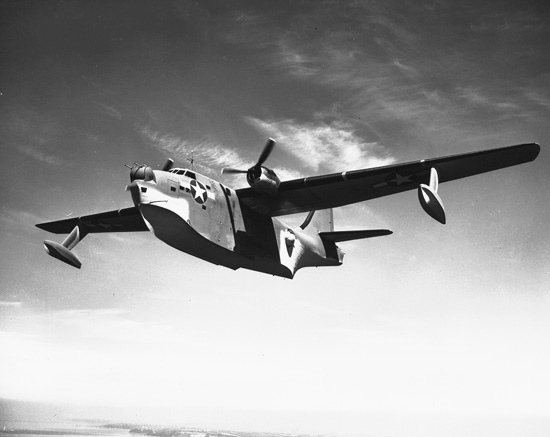
Il prototipo del Boeing XPBB in volo nel 1943.

Il prototipo, designato XPBB-1, effettuò il primo volo il 9 luglio 1942 dal lago di Washington. I primi collaudi operativi diedero esito positivo, e l'aereo fu ritenuto estremamente riuscito dai tecnici della ditta. Il programma di produzione venne annullato già nel corso dell'anno, in quanto la produzione dei nuovi bombardieri Boeing B-29 Superfortress fu ritenuta prioritaria dalle autorità governative.
La costruzione a Renton anche di un piccolo numero di PBB-1 avrebbe avuto un impatto negativo sul tasso di produzione del B-29. In più la necessità di un idrovolante da ricognizione a lungo raggio era stata ridotta dalla possibilità di impiegare in tale ruolo aerei terrestri come il Consolidated PB4Y-2 Privateer. L'US Navy aveva infatti permesso all'US Army Air Force di impiegare tale fabbrica per la produzione di bombardieri B-29, ottenendo in cambio l'uso di un altro stabilimento nel Kansas.
L'unico esemplare di XPBB-1 costruito venne comunque consegnato all'US Navy il 25 ottobre 1943, e fu trasferito a San Diego per essere utilizzato in programmi sperimentali fino al 1947, quando venne radiato dal servizio e immagazzinato per un breve periodo a Norfolk, Virginia. Nonostante alcune insistenze per avviare una piccola produzione in un altro stabilimento, l'aereo rimase l'unico esemplare costruito del tipo, e fu quindi soprannominato Lone Ranger.

### Il previsto lancio da catapulta
Nel marzo 1941 il Bureau of Aeronautics della Marina richiese alla Naval Aircraft Factory di costruire una catapulta in grado di lanciare un idrovolante PBB-1. La N.A.F. realizzò il progetto della catapulta Mark VII che sarebbe stata in grado di lanciare un velivolo PBB-1, del peso di circa cinquanta tonnellate, ad una velocità di 130 miglia all'ora. Tale catapulta sarebbe stata installata su una lunga rotaia, in modo che l'idrovolante potesse essere sollevato su di essa con una grande gru o attraverso martinetti idraulici. Durante l'estate del 1942, mentre lo sviluppo della catapulta Mk.VII era ancora in corso, la Marina statunitense annullò il progetto perché ormai considerava più pratica l'assistenza al decollo mediante razzi JATO.

## Versioni
- Boeing Model 344: designazione del progetto attribuita dalla Boeing.
- Boeing XPBB : designazione del primo prototipo (3144 c/n 2129) attribuita dall'US Navy.
- Boeing PBB-1: designazione attribuita dall'US Navy alla prevista versione di serie, non realizzata per la cancellazione del contratto.

## Utilizzatori
Stati Uniti
- United States Navy

### Periodici
- (EN) Patrick Boniface, Boeing's Lone Ranger, in Aeroplane Monthly, gennaio 1997,  pp. 54-57.